# Njemački jezik
Njemački jezik (njem. Die deutsche Sprache, skr. Deutsch) pripada skupini zapadnogermanskih jezika i ubraja se među svjetske jezike. Njime govori oko 90 milijuna ljudi u 38 država svijeta. Službeni je jezik u Njemačkoj, Lihtenštajnu, Austriji, Luksemburgu, Belgiji i Švicarskoj te jedan od službenih jezika Europske unije. Status područnog ili mjesnog službenog jezika uživa u Brazilu, Italiji (Južnomu Tirolu) i Slovačkoj.

## Povijest njemačkoga jezika
Naziv gornjenjemački jezik (Hochdeutsch), što je danas sinonim za općeprihvaćeni književni i standardni njemački jezik, u početku se odnosio na sva germanska narječja koja su u ranom srednjem vijeku sudjelovala u drugom ili starim gornjenjemačkim promjenama glasova (alemanski, bavarski, istočnofranački, rajnskofranački i srednjofranački, istočnosrednjonjemački = gornjonjemačka i srednjonjemačka narječja = gornjenjemačko narječje). Germanska narječja, koja nisu sudjelovala u tim drugim germanskim glasovnim promjenama, ili su u njima sudjelovali tek neznatno, nazivaju se od ranog novog vremena donjenjemačkim jezikom (Niederdeutsch) (donjosaksonski i donjefranački).
Riječ »teutsch« (deutsch) razvila se unutar latinskog od germanske riječi za narod (thioda, thiodisk, »Volk«) i označavala je jezik naroda koji nije bio latinski, a niti romanski. Stariji naziv »franački« (izorno fränkisch) za vlastiti jezik prestaje negdje u 9. stoljeću biti sasvim točan kad je s jedne strane zapadnofranačka vlastela u kasnijoj Francuskoj (originalno Frankreich) prihvatila romansko narječje domaćeg stanovništva, a s druge istočna Franačka obuhvatila i nefranačka plemena Alemana, Bavaraca, Tirinžana i (Donjo)Saksonce.
Za razliku od susjednih zemalja, za vrijeme cijelog srednjeg vijeka zemlja Nijemaca je bila teritorijalno razjedinjena i s različitim političkim strukturama, pa su se dugo paralelno jedni uz druge razvijali dijelom vrlo različita njemačka narječja (njemačka narječja)
Prvi početak nadregionalnog izjednačavanja narječja pripisuje se srednjem gornjenjemačkom jeziku pjesnika dvorskih pjesama oko 1200-te godine. Dijelom se mora priznati da su pjesnici ulagali napor da izbjegnu samo regionalno razumljiv rječnik kao i glasovne posebnosti narječja da bi omogućili nadregionalnu razumljivost svojih djela. S druge strane, mogući utjecaj dvorskih pjesnika, u situaciji kad je zanemariva manjina stanovništva bila pismena da bi im ova umjetnost elite uopće bila dostupna, se doista mora procijeniti kao minimalan. Početak razvoja novog gornjonjemačkog pisanog i govornog standardnog jezika se stoga može sagledavati tek u procesima nadregionalnih izjednačavanja kasnog srednjeg vijeka i ranog novog vijeka.
Dok je u većini europskih zemalja standardni jezik proizašao iz narječja njihovih glavnih gradova današnji standardni njemački jezik predstavlja neku vrstu kompromisa između srednje i gornjenjemačkih narječja južno od Benrathske linije.
U Sjevernoj Njemačkoj se, prije svega prateći reformaciju, kao jezik činovnika i školski jezik nametnuo gornjonjemački nasuprot donjenjemačkom (donjosaksonski i donjofranački). U vrijeme procvata trgovačkih saveza gradova, donjonjemački je bio jezik sporazumijevanja u čitavom području Sjevernog mora i Baltika. I nizozemski jezik je donjofranački jezik, pa otuda donjonjemački.
Martin Luther je 1521. preveo Novi zavjet, a 1534. Stari zavjet na novi gornjonjemački koji se u to vrijeme još razvijao. Jezik korišten u tim prijevodima bio je obojen istočnim srednjenjemačkim, a zbog religioznog značenja Luthera obilježio je čitave generacije. Značaj Luthera u odnosu na nastajanje novog gornjenjemačkog pisanog jezika dugo je bilo precjenjivano. Već u 14. stoljeću se počeo oblikovati postupno sve više nadregionalno izražen pisani jezik, koji se opisuje kao rani novi gornjenjemački jezik. Oblikovanje pisanog gornjenjemačkog jezika je u 17. stoljeću većim dijelom bilo dovršeno. Uklanjanjem tzv. »gomilanja slova« u 18. stoljeću je zaokružena slika pisanog jezika, koja se od tada u svojoj osnovi gotovo da i nije mijenjala. 
Povijest njemačkog jezika se najčešće dijeli na četiri jezične stepenice:
- 750. – 1050.: stari gornjonjemački
- 1050. – 1350.: srednji gornjonjemački
- 1350. – 1650.: rani novi gornjonjemački
- od 1650.: novi gornjonjemački

Johann Christoph Adelung je 1781. objavio prvi veliki rječnik. Jacob i Wilhelm Grimm su 1852. počeli s izdavanjem Njemačkog rječnika koji je dovršen 1961., ali je od tada prerađen.
Tijekom 19. stoljeća njemački je pravopis uglavnom normiran. Proboj prema njemačkom »jedinstvenom pisanju« uspio je »Ortografskom rječniku njemačkog jezika« čiji je autor Konrad Duden (1880.). U neznatno promijenjenom obliku to je bila podloga za pravopis službeno razglašen Pravopisnom reformom 1901. godine. Tek je 1996. godine ponovno došlo do Pravopisne reforme. 
Od 1. kolovoza 2006. u njemačkim školama i javnim ustanovama vrijedi novi jedinstveni pravopis. U ožujku je prihvaćen novi pravilnik o pravopisu njemačkog jezika Vijeća za pravopis, sastavljenog nakon sukoba oko pravopisa koji su 1996. objavili predstavnici Njemačke, Švicarske i Austrije. Vijeće će pratiti do koje mjere će promjene biti prihvaćene, za što je predviđen dvogodišnji pokusni rok. Nova pravila će prihvatiti i većina medija na njemačkom jeziku, uključujući i novinske agencije.

### Službeni status
U Njemačkoj je gornjonjemački:
- prema § 23 Zakona o upravnom postupku službeni jezik
- prema § 5 Zakona o ispravama jezik notarijalnih isprava
- prema § 184 Zakona o sudskom postupku utvrđen sudskim jezikom.

Posebna pravila vrijede za dansku manjinu u Schleswig-Holsteinu kao i za Lužičke Srbe u Brandenburgu i Saskoj. 
U Austriji je prema članku 8.(1) Saveznog Ustava on državni jezik u mjeri u kojoj ne zadire u prava priznata manjinama.

## Narječja
Izraz »njemački« koristi se za narječja Njemačke, Austrije, dijela Švicarske i nekih susjednih zemalja, kao i za govore kolonija i etničkih grupa koje su osnovali Nijemci (npr. Njemački u SAD-u).
Razlike među njemačkim narječjima su značajne. Samo su susjedna narječja međusobno razumljivi. Za govornika standardnog njemačkog (njem. Hochdeutsch), većina narječja nije razumljiva.
Njemačka i nizozemska narječja se dijele na donjonjemačke i gornjonjemačke. Ne postoji točan odgovor na to je li riječ o različitim jezicima; međutim, točno je da formiraju narječni kontinuum gdje je svako narječje u tijesnoj vezi sa susjednim, bez obzira je li to gornjonjemački ili donjonjemački.
U narječjima donjonjemačkog, nije izvršena zamjena suglasnika kao u gornjonjemačkom. Donjonjemačka narječja se dijele na dvije skupine, donjofranačke i donjosaksonske. Donjofranačka se sastoje iz nizozemskog jezika i flamanskog jezika, kojim se govori u Nizozemskoj i Belgiji; donjosaksonska se sastoje iz narječja kojima se govori u njemačkim ravnicama (zbog toga naziv donji – nizinski) i u istočnoj Nizozemskoj.
Narječja gornjonjemačkog dijele se na centralni njemački jezik i gornji njemački jezik. Središnja njemačka narječja uključuju rajnsko, luksemburško, mozel frankonsko, rajnsko frankonsko, hesensko, tirinško i gornje saksonsko, i njime se govori u sjevernoistočnoj Nizozemskoj, istočnoj Belgiji, Luksemburgu, dijelovima Francuske, i u njemačkoj između rijeke Majne i sjevernih nizina. Standardni njemački se uglavnom zasniva na narječjima srednje Njemačke.
Gornjonjemačka narječja uključuju alemanski jezik (na primjer švicarski njemački – njem. Schweizerdeutsch ili Schwyzerdütsch), švapski (njem. Schwäbisch), istočno frankonski (njem. Fränkisch), austro-bavarski (njem. Bairisch) jezik. Njima se govori u Alzasu, južnoj Njemačkoj, Lihtenštajnu, Austriji i u dijelovima Švicarske gdje se koristi njemački, kao i Italije.
Gornjonjemački kojim govore Židovi Aškenazi (uglavnom u bivšem Sovjetskom Savezu) imaju nekoliko jedinstvenih crta, i uglavnom se smatraju zasebnim jezicima (jidiš).
Narječja njemačkog kojima se govorilo u kolonijama sliče na narječja njemačkog kojima govore ili su govorili Nijemci koji su tu došli (npr. pensilvanijski njemački sliči na narječje njemačkog zvan palatinski).
Na temelju njemačkog jezika nastali su neki kreolski jezici.
U SAD-u, druga generacija imigranata stvorila je novo narječje koji je kombinacija njemačkog jezika s gramatikom i pravopisnim pravilima engleskog. On uglavnom nije razumljiv ni za jedne, ni za druge. Govornici ga nazivaju »američki njemački« (njem. Amerikanischdeutsch).

## Zemljopisna raširenost

### Policentričnost njemačkog jezika
Za razliku od narječja koja nisu standardni oblik njemačkog jezika, postoje i određene nacionalne razlike u samom standardnom njemačkom jeziku, ovisno u kojoj državi se govori. Tako se razlikuju austrijska standardna varijanta njemačkog jezika, švicarska varijanta i njemačka. Stoga se u sociolingvistici njemački klasificira kao policentrični standardni jezik, kakvi su i svi drugi veći europski jezici. Jezične razlike unutar standardnog njemačkog jezika vidljive su na svim jezičnim razinama, od leksika, izgovora, gramatike pa do pravopisa. Razlike su kodificirane u zasebnim knjigama i sveprisutne su u svim sferama društvenog života, od državne uprave, škole, medija do privatnog života.

### Države u kojima je njemački glavni službeni jezik
- Njemačka
- Lihtenštajn
- Austrija

Lihtenštajn je jedina država u kojoj je njemački jedini službeni i govorni jezik. Njemačka i Austrija imaju i priznate manjinske jezike. 

### Države u kojima je njemački službeni jezik uz druge jezike
- Belgija (uz francuski i nizozemski)
- Luksemburg (uz luksemburški i francuski)
- Švicarska (63 % njemački) (na državnoj razini uz francuski, talijanski i retoromanski; u 17 od 26 kantona je njemački jedini službeni jezik, a u još 4 je službeni uz druge)
- Italija: samo regionalno u Južnom Tirolu (uz talijanski i ladinski; u drugim regijama: Aosta: francuski, Friula: slovenski, uvijek i uz talijanski)
- Danska: u područjima gdje živi njemačka manjiha uz danski
- Namibija (od lipnja 1984. uz afrikaans i engleski, a od stjecanja nezavisnosti Namibije 1990. više nije službeni jezik)
- Rusija: priznat je kao jezik komunikacije stanovništva njemačkog porijekla u oba zapadnosibirska Nacionalna okruga Asovo (područje Omska) i Halbstadt (Regija Altaj)

### Njemački kao jezik manjina
- Argentina 300 000
- Australija 150 000
- Belgija 112 458
- Bosna i Hercegovina 20 000
- Brazil 1 900 000
- Češka 50 000
- Čile 40 000
- Danska 20 000
- Estonija 3460
- Francuska od 1 200 000 elzašana i lotarinžana – potencijalnih korisnika njemačkog – još ih samo mali dio govori domaćim narječjem
- Italija 330 000
- Hrvatska 11 000
- Kazahstan 358 000
- Latvija 3780
- Litva 2060
- Mađarska 145.000
- Moldavija 7300
- Namibija 30 000
- Nizozemska 47 775
- Paragvaj 200 000
- Poljska 50 000 – 120 000
- Rumunjska 70 000
- Rusija: u europskom dijelu 75000, u Sibiru 767 300
- Sjedinjene Američke Države posebno u Pennsylvaniji, pogledaj tekst pensilvanijski njemački
- Slovačka 12 000
- Togo
- Ukrajina 38 000

### Njemački kao strani jezik
Njemački (gornjonjemački) se kao strani jezik uči u čitavom nizu zemalja; u Europi je poslije engleskog najrašireniji. Posebno često se gornjonjemački kao strani jezik odabire za učenje u Nizozemskoj, Skandinaviji, na Baltiku, u Sloveniji, Hrvatskoj, Poljskoj, Japanu, Bosni i Hercegovini, u dijelovima Švicarske u kojima se govore romanski jezici, Srbiji, Mađarskoj, Crnoj Gori, Makedoniji i Bugarskoj. Dijelom se u tim zemljama njemački u školama uči kao prvi strani jezik, pa time stoji još ispred engleskoga. U Bjelorusiji se također često u školama uči njemački.
U drugim zemljama, primjerice u Francuskoj i u SAD-u, njemački gubi na značenju u korist španjolskoga.
U Istočnoj Aziji (Japan) se u 19. i 20. stoljeću njemački koristio kao jezik medicine (umjesto latinskoga).
Poslije engleskog, njemački se jezik najčešće rabi na internetu, a slijede ga francuski, japanski, španjolski i kineski. Više od osam posto stranica na internetu na njemačkom su jeziku.[nedostaje izvor]

## Gramatika
- Glagolski oblici u njemačkom jeziku
- Gramatika njemačkog jezika

## Vanjske poveznice
- de.wikipedia.org (de) Wikipedija na njemačkome jeziku
- gfds.de (de) Društvo za njemački jezik u Wiesbadenu
- goethe.de/ins/hr/zag/hrindex.htm Goethe-Institut u Zagrebu
- ids-mannheim.de (de) Instiut za njemački jezik u Mannheimu